# توزیع گامبل
در نظریه احتمالات و آمار از توزیع گامبل (Gumbel distribution) استفاده می‌شود تا توزیع بیشینه یا کمینهٔ  شماری از نمونه‌های توزیع‌های مختلف را مدل کند. برای نمونه اگر فهرستی از ارتفاع بیشینهٔ آب یک رودخانه در ده سال گذشته موجود باشد با استفاده از این توزیع، می‌توان توزیع حد بیشینهٔ آب رودخانه را در یک سال مشخص ارائه  کرد.
توزیع گامبل حالت خاصی از توزیع مقدار حدی تعمیم‌یافته است.

## ویژگی‌ها

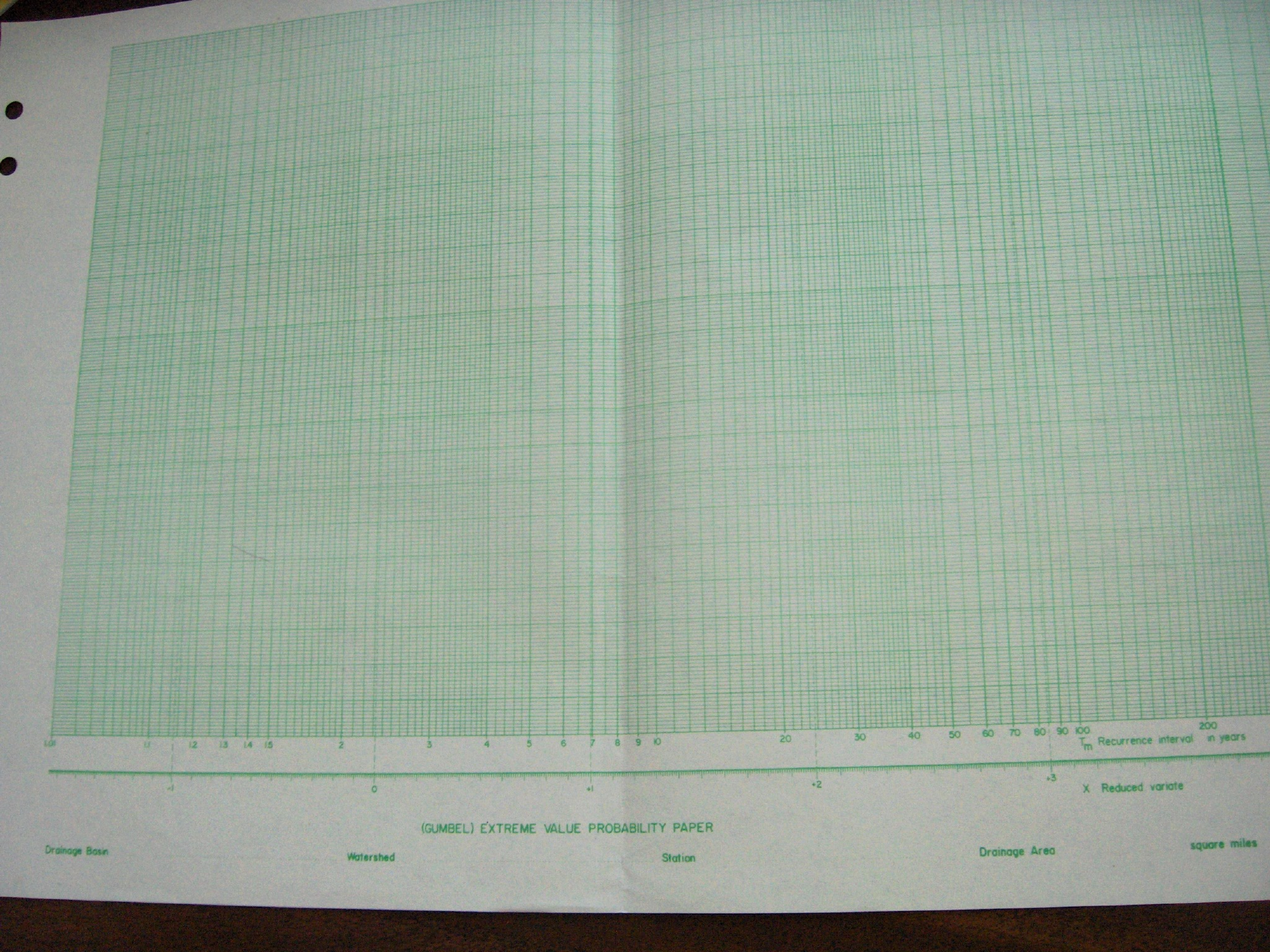
یک تکه کاغذ نموداری که توزیع گامبل را نشان می دهد (احتمال بسیار زیاد)

تابع توزیع تجمعی توزیع گامبل عبارت است از:
{\displaystyle F(x;\mu ,\beta )=e^{-e^{-(x-\mu )/\beta }}.\,}
اگر مد را μ و میانه را {\displaystyle \mu -\beta \ln \left(\ln 2\right),} بنامیم، میانگین چنین خواهد بود:
{\displaystyle \operatorname {E} (X)=\mu +\gamma \beta ,}
که در آن {\displaystyle \gamma \approx 0.5772}، ثابت اویلر-ماسکرونی است.
انحراف معیار {\displaystyle \sigma } برابر خواهد بود با {\displaystyle \beta \pi /{\sqrt {6}}} در نتیجه {\displaystyle \beta =\sigma {\sqrt {6}}/\pi \approx 0.78\sigma .} 
در حالتی که  {\displaystyle x=\mu } است مقدار  {\displaystyle F(x;\mu ,\beta )} به ازای {\displaystyle \beta .} دلخواه برابر با {\displaystyle e^{-1}\approx 0.37} می‌شود.
حالت استاندارد توزیع گامبل هنگامی است که {\displaystyle \mu =0} و {\displaystyle \beta =1} باشد و تابع توزیع تجمعی به صورت زیر باشد:
{\displaystyle F(x)=e^{-e^{(-x)}}\,}
همچنین تابع چگالی احتمالات به صورت زیر باشد:
{\displaystyle f(x)=e^{-(x+e^{-x})}.}
در این حالت، مد برابر با صفر و میانه {\displaystyle -\ln(\ln(2))\approx 0.3665} خواهد شد. میانگین {\displaystyle \gamma } است و انحراف معیار {\displaystyle \pi /{\sqrt {6}}\approx 1.2825.} است.
انباشتک‌ها برای n>1 عبارت است از:
{\displaystyle \kappa _{n}=(n-1)!\zeta (n).}